# Kostel svatého Mikuláše (Telce)
Kostel svatého Mikuláše je římskokatolický kostel v Telcích, části městyse Peruc v okrese Louny. Kostel je spolu s celým areálem a ohradní zdí chráněn jako kulturní památka. Stojí na východním okraji vesnice a je obklopený hřbitovní zdí. Původně byl románský, v 18. století byl přestavěn barokně.

## Historie a stavební vývoj
První písemná zmínka o kostele pochází z roku 1352, kdy odváděl 21 grošů papežského desátku. První jménem známý farář se jmenoval Sulek, podán byl roku 1368. Sulek patřil do skupiny kněží, kteří se oddávali světskému životu, tančil, chodil v krátkých šatech a měl konkubínu. Podle vizitačního protokolu Pavla z Janovic dostal podmíněný trest deseti kop grošů a dvouměsíčního žaláře. Zemřel v roce 1382. Po husitských válkách se stala telecká fara utrakvistická a po třicetileté válce kostel přišel o farní statut. Telce se staly součástí farnosti Peruc. Projevené snahy obyvatel Telec v roce 1846, aby se kostel opět stav farním, nebyly vyslyšeny.

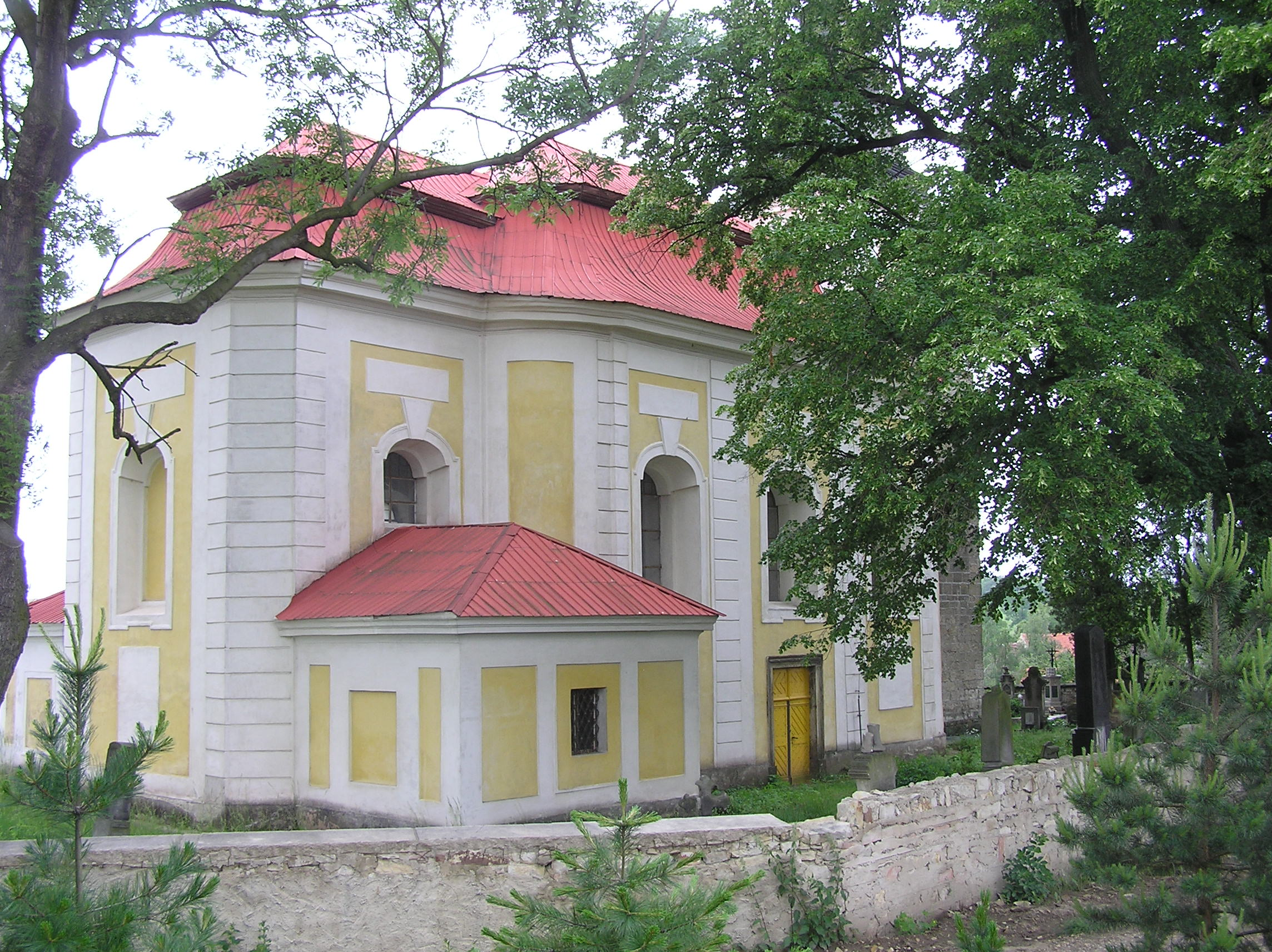
Kostel od severovýchodu

Kostel má obdélnou loď a kvadratický presbytář. Na severu k němu přiléhá presbytář, na jihu přízemní oratoř. Západní průčelí tvoří věž. Presbytář, stejně jako obě postranní prostory jsou sklenuté plackou, presbytář se do lodi otevírá stlačeným obloukem.
Nejstarší částí kostela je věž, minimálně do výšky zvukových otvorů. Líce jejího zdiva tvoří velké pískovcové kvádry s podřezávanými spárami, které jsou charakteristické pro pozdně románské období. Pro tuto dobu je příznačné i schodiště ve věži v síle zdi. Je tudíž zřejmé, že věž je podstatně starší, než první písemná zmínka o kostele, což není nic výjimečného. V letech 1779–1786 byl kostel postaven s výjimkou věže zcela nový. Z původního vybavení zůstal jen zvon z roku 1492. Roku 1994 byla opravena fasáda kostela, přičemž bylo ponecháno odhalené románské zdivo věže.
Kostel je prakticky bez vybavení. Varhany – jednalo se o pozitiv – jsou prvně písemně doložené v roce 1726. Stávající varhany od pražské firmy Rejna a Černý byly do kostela dodány v roce 1915 a roku 1933 restaurovány.